# Schlacht von Tripolis (1109)
Die Stürmung der fatimidischen Stadt Tripolis fand am 12. Juli 1109 durch die Kreuzfahrer unter König Balduin I. von Jerusalem statt.

## Belagerung
Bereits im Jahr 1103 begann Raimund von Toulouse mit der Belagerung. Er ließ die Festung Mons Peregrinus direkt am Zugang zur Halbinsel errichten. Von der Festung konnten die Kreuzfahrer die Muslime genau beobachten. Im Herbst 1104 unternahmen sie unter Führung ihres Statthalters Fachr al-Mulk einen Ausfall und setzten die Kreuzfahrerburg in Brand. Raimund starb im Februar 1105 an den Verbrennungen, die er sich dort zugezogen hatte. Nach Abschluss eines halbherzigen Friedensvertrages lauerten beide Parteien auf den bestmöglichen Moment für einen Angriff. Im März 1108 reiste Fachr al-Mulk nach Bagdad, um den dortigen Seldschukensultan Muhammad I. Tapar um Hilfe zu bitten. Er hatte jedoch keinen Erfolg. Als er im August zurückkehrte, war Tripolis den Fatimiden unterstellt. Der fatimidische Wesir al-Afdal hatte den Bewohnern ein riesiges Heer zur Befreiung versprochen.

## Sturm auf die Stadt
Die Christen wollten dieses Machtvakuum ausnutzen. Während genuesische Schiffe den Hafen blockierten, formierten sich die Kreuzfahrer, nun unter Balduin I., der Raimunds Nachfolger Bertrand von Toulouse zu Hilfe kam, zum Angriff. Sie begannen die Stadt anzugreifen. Nach der Kapitulation des neuen Statthalters Scharaf ad-Daula sicherte Balduin den Bewohnern freien Abzug zu, aber die Genuesen hielten sich wie in Akkon nicht daran und plünderten die Stadt.

## Folgen
Die Grafschaft Tripolis wurde als letzter Kreuzfahrerstaat in der Levante gegründet, sollte aber auch der Kleinste bleiben. Der Graf von Tripolis unterstellte sich als Vasall dem König von Jerusalem.